# Digitaria delicatula
Digitaria delicatula är en gräsart som beskrevs av Otto Stapf. Digitaria delicatula ingår i släktet fingerhirser, och familjen gräs. Inga underarter finns listade i Catalogue of Life.